# 鹿化川
鹿化川（かばけがわ）は、三重県四日市市を流れる天白川水系の河川である。

## 地理
三重県四日市の市街地西部に位置する丘陵地帯から東へ流れる。川島町では南と北の二手に分かれている。北側は川島町乱飛、南側は川島町別所谷を流れている。本流の天白川と共に四日市市街南部を潤し、天白川下流部で天白川へ合流する。
中流域の河岸には「千本桜並木」が並ぶ。近鉄湯の山線伊勢松本駅からが近い。

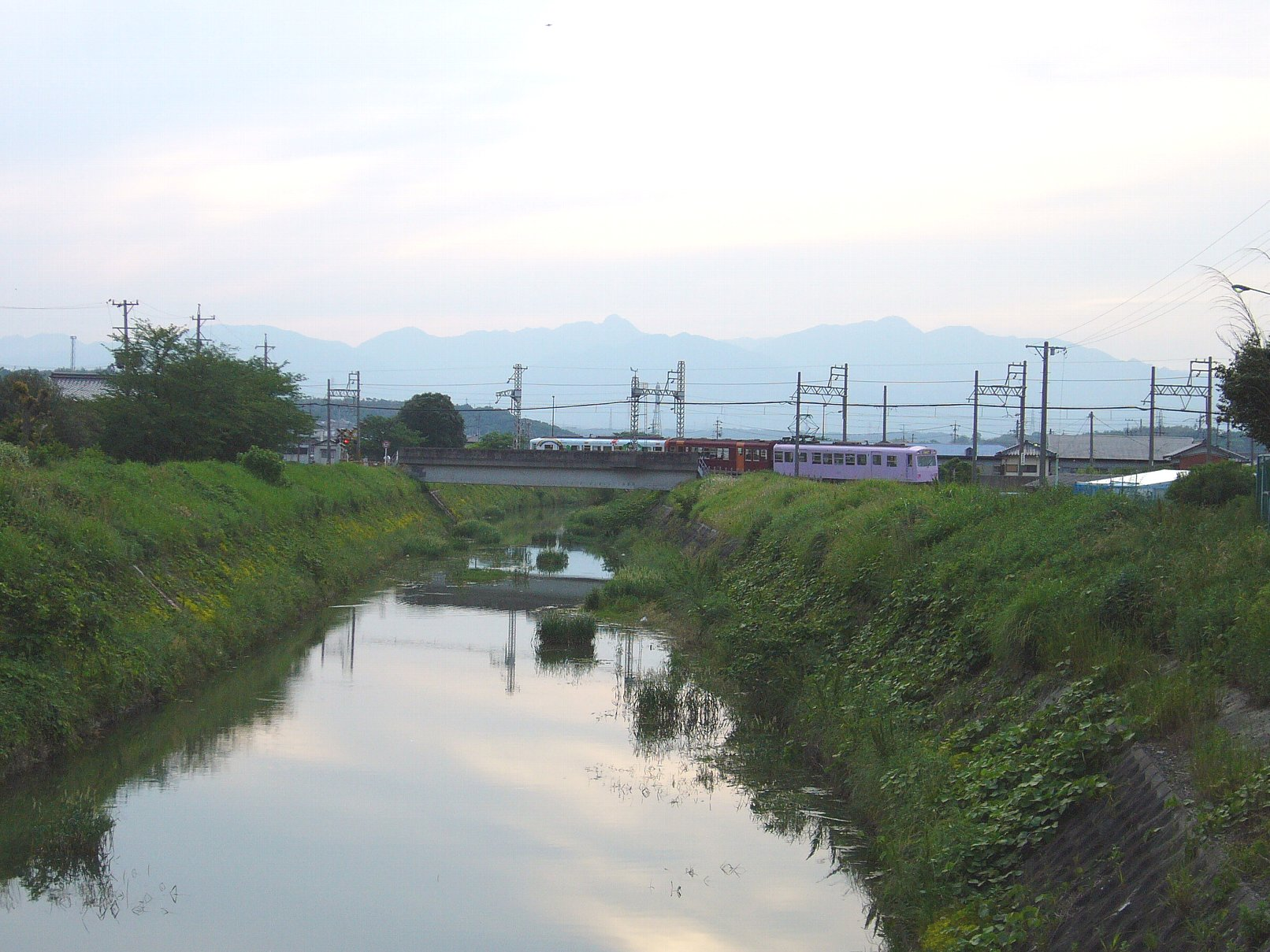
鈴鹿山脈と近鉄内部線橋梁

## 流域の自治体
三重県
四日市市